# 熊本市立田迎小学校
熊本市立田迎小学校（くまもとしりつ たむかえしょうがっこう）は、熊本県熊本市南区出仲間八丁目にある市立小学校。

## 沿革
- 1874年 - 出仲間小学校創立。
- 1875年 - 田迎学校、重富学校創立。
- 1882年 - 旧田迎学校、出仲間学校、重富学校及び良町学校を合併し尋常麗水小学校を開校。合併当初はこの地の一部の呼称に因み冷水(ひやみず)小学校と呼称されていた。
- 1893年 - 田迎尋常小学校と改称。
- 1919年 - 高等科併設。田迎尋常高等小学校と改称
- 1932年 - 本村公民学校、熊本県立青年学校教員養成所代用附属となる。
- 1941年 - 飽託郡田迎国民学校と改称
- 1947年 - 田迎村立田迎小学校と改称
- 1951年 - 熊本市と合併し熊本市立田迎小学校と改称
- 1983年 - 熊本市立田迎南小学校を分離
- 2013年 - 熊本市立田迎西小学校を分離

## 委員会
- 企画集会委員会
- 情報委員会
- 生活委員会
- ボランティア委員会
- 図書委員会
- 保健委員会
- 整備・安全委員会
- 情報委員会
- 体育委員会
- 音楽委員会
- 園芸委員会
- 理科委員会
- 環境委員会
- 放送委員会